# (168703) 2000 GP183
(168703) 2000 GP183 est un objet transneptunien faisant partie des cubewanos.

## Caractéristiques
(168703) 2000 GP183 mesurerait 208 km de diamètre selon Johnston et 373 km selon Brown.

## Orbite
L'orbite de (168703) 2000 GP183 possède un demi-grand axe de 39,666 ua et une période orbitale d'environ 250 ans. Son périhélie l'amène à 36,787 ua du Soleil et son aphélie l'en éloigne de 42,545 ua.

## Découverte
(168703) 2000 GP183 a été découvert le 2 avril 2000.